# Bockholtz (Parc Hosingen)
Pour l’article homonyme, voir Bockholtz.
Bockholtz (luxembourgeois : Buckels) est une section de la commune luxembourgeoise du Parc Hosingen située dans le canton de Clervaux.

## Histoire
Avant le 1er janvier 2012, Bockholtz faisait partie de la commune de Hosingen qui fut dissoute lors de la création de la commune du Parc Hosingen.